# Герпетофауна Волгоградской области
Герпетофауна Волгоградской области на данный момент включает 8 видов земноводных и 11 видов пресмыкающихся. Из них 6 видов пресмыкающихся занесены в Красную книгу Волгоградской области.

## История изучения
Изучение герпетофауны Волгоградской области началось во второй половине XVIII в. с экспедиций П. С. Палласа, С. Г. Гмелина и И. И. Лепёхина, собиравших материалы своих исследований в окрестностях Царицына. В середине XIX в. в окрестностях Сарепты работали А. К. Беккер, кратко описавший фауну этого региона, и Г. Т. Христоф, впервые описавший с её территории восточную степную гадюку. В 1885 г. на основе анкетных данных гимназический учитель естественной истории из Новочеркасска Василий Кондратьев описал фауну области Войска Донского. В начале XX в. природу Среднего Дона изучал В. Кизирицкий. Среди прочего, он посещал Кумылженские и Голубинские пески и отметил обитание круглоголовки-вертихвостки на последних.

## Земноводные(Amphibia)

### Хвостатые земноводные(Urodela, или Caudata)
| Семейство Саламандровые (Salamandridae) |                                            | |
| Род Малые тритоны (Lissotriton)         |                                            | |
|                                         | Обыкновенный тритон (Lissotriton vulgaris) | Изредка встречаются в северной части региона. Хотя были случаи их находок в Волго-Ахтубинской пойме. Весну и часть лета обитают в мелких водоёмах, после перемещаются на сушу придерживаясь влажных мест и проявляя активность в ночное время. |

### Бесхвостыеземноводные (Anura)
| Семейство (Bombinatoridae)            |                                            | |
| Род Жерлянки, или уки (Bombina)       |                                            | |
|                                       | Краснобрюхая жерлянка (Bombina bombina)    | Немногочисленна. Встречается повсеместно кроме юго-востока области. Предпочитает мелководные, стоячие, хорошо прогреваемые водоёмы. |
| Семейство Чесночницы (Pelobatidae)    |                                            | |
| Род Чесночницы (Pelobates)            |                                            | |
|                                       | Чесночница Палласа (Pelobates vespertinus) | Немногочисленна. Ведёт малозаметный образ жизни. Встречается по всему региону придерживаясь рыхлых почв. Ведёт ночной образ жизни. Ранее рассматривалась как восточная форма обыкновенной чесночницы (Pelobates fuscus). |
| Семейство Жабы (Bufonidae)            |                                            | |
| Род Жабы (Bufo)                       |                                            | |
|                                       | Обыкновенная, или серая, жаба (Bufo bufo)  | Редка. Встречается в северо-западных районах где проходит южная граница ареала. Предпочитает облесенные или заросшие кустарником участки. |
| Род Bufotes                           |                                            | |
|                                       | Зелёная жаба (Bufotes viridis)             | Распространена по всей территории предпочитая степные ландшафты Волгоградской области, но встречаются так же в населенных пунктах, в том числе и в Волгограде. Днём прячутся в различных укрытиях (в норах грызунов, под камнями, в подвалах. Активны в первую половину ночи. В конце апреля-мае мигрируют к водоёмам для размножения. |
| Семейство Настоящие лягушки (Ranidae) |                                            | |
| Род Бурые лягушки (Rana)              |                                            | |
|                                       | Остромордая лягушка (Rana arvalis)         | Встречается на севере области где проходит южная граница распространения вида. Немногочисленна. Большую часть жизни проводит на берегу водоёмов. |
| Род Зелёные лягушки                   |                                            | |
|                                       | Озёрная лягушка (Pelophylax ridibundus)    | Самое крупное и многочисленное земноводное области. Распространена в водоёмах различного типа по всему региону. Всю жизнь проводит в воде и у воды. |
|                                       | Прудовая лягушка (Pelophylax lessonae)     | Обитает в северо-западной части области, где проходит южная граница ареала. Жизнь тесно связана с водой. |

## Пресмыкающиеся(Reptilia)
Наиболее обычные виды — прыткая ящерица и разноцветная ящурка, обыкновенный и водяной ужи, болотная черепаха. Реже обнаруживаются узорчатый полоз, круглоголовка-вертихвостка, степная гадюка и гадюка Никольского. Такие виды, как желтобрюхий полоз и обыкновенная медянка, крайне редки, их доля в общей численности рептилий составляет 0,6 и 0,2 % соответственно.

### Чешуйчатые(Squamata)

#### Змеи(Serpentes)
В Волгоградской области встречаются всего два вида ядовитых змей (степная гадюка и гадюка Никольского). Безобидных для человека водяных ужей и узорчатых полозов часто принимают за относительно редких в Волгоградской области степных гадюк. Змей можно встретить в том числе на территории города Волгограда.
| Семейство Ужеобразные (Colubridae)                                          |                                                                                            | |
| Род Медянки (Coronella)                                                     |                                                                                            | |
|                                                                             | Обыкновенная медянка (Coronella austriaca)                                                 | В Волгоградской области медянка встречается на меловых отложениях и в степных биотопах, отмечена на обочинах грунтовых дорог. Основу пищевого рациона составляют пресмыкающиеся: прыткая ящерица, разноцветная ящурка, значительно реже обыкновенный и водяной ужи, грызуны. Сеголетки питаются молодняком ящериц, крайне редко — насекомыми. |
| Род Dolichophis                                                             |                                                                                            | |
|                                                                             | Каспийский полоз (Dolichophis caspius)                                                     | В Волгоградской области проходит северная граница ареала вида, которую проводят по р. Дон на север до устья р. Большая Голубая и далее на юго-восток до р. Волги (несколько севернее г. Волгограда), затем на северо-восток через юг Заволжья до устья р. Хара несколько севернее оз. Эльтон (Табачишина и др. 2006). Характерными местами обитания являются лесостепные, степные и полупустынные стации. Предпочитает злаковые, полынно-злаковые, солянковые степи, а также сложные микрорельефы и овражно-балочные системы. В последних селится на южных и юго-восточных склонах. |
| Род Лазающие полозы (Elaphe)                                                |                                                                                            | |
|                                                                             | Узорчатый полоз (Elaphe dione)                                                             | Распространение вида широкое, но мозаичное. На территории Волгоградской области, обитание вида приурочено к бассейну рек Дон и Волга, их притоков, а также Волго-Ахтубинской пойме. Обнаружен на озёрах острова Сарпинский. Эврибионтный вид. В Волгоградской области населяет полупустыни, степи, байрачные леса. В этих условиях поселения полоза приурочены к зарослям кустарника, пойменным биотопам, руслам рек, степным и антропогенным ландшафтам (сады, огороды, орошаемые земли), обочинам дорог.                                                                          |
|                                                                             | Палласов полоз (Elaphe sauromates; ранее рассматривался как подвид Четырёхполосого полоса) | Занесен в Красную книгу Волгоградской области как редкий вид на северном пределе ареала. Вероятно исчез. |
| Род Настоящие ужи (Natrix)                                                  |                                                                                            | |
|                                                                             | Обыкновенный уж (Natrix natrix)                                                            | На территории Волгоградской области встречаются два подвида: N. n. natrix (Linnaeus, 1758) и N. n. scutata (Pallas, 1771). Они обитают повсеместно, приурочены к увлажненным участкам преимущественно интразонального характера. Ареал N. n. natrix занимает Правобережье Волги и долину Дона с его притоками. Ареал N. n. scutata занимает Левобережье Волги. Наибольшая плотность популяции восточного ужа отмечена для Волго-Ахтубинской поймы. Рептилии совершают не менее двух миграций за сезон, но чаще три: весенняя, летняя, осенняя.                                      |
| Водяной уж на берегу Волгоградского водохранилища недалеко от Волжской ГЭС. | Водяной уж (Natrix tessellatа)                                                             | В Волгоградской области вид распространён повсеместно в долинах рек Волги, Дона и их притоков, а также Волго-Ахтубинской пойме. Часто местные жители боятся водяных ужей, принимая за гадюк. |
| Семейство Гадюковые (Viperidae)                                             |                                                                                            | |
| Род Настоящие гадюки (Vipera)                                               |                                                                                            | |
|                                                                             | Гадюка Никольского (Vipera nikolskii)                                                      | Встречается на севере Волгоградской области. Предпочитает пойменные ландшафты, избегая остепненных участков и агроценозов. Питаются мелкими млекопитающими, значительно реже амфибиями и рептилиями. |
|                                                                             | Восточная степная гадюка (Vipera renardi)                                                  | Обитание вида на территории изучаемого региона приурочено к степным стациям, кустарниковым зарослям, овражно-балочным системам, меловым отложениям вдоль Дона и Иловли. Змеи предпочитают прогалины и поляны, избегают увлажненных участков, рек и агроценозов. Пищевой рацион разнообразен: молодые особи предпочитают беспозвоночных, тогда как взрослые употребляют в пищу преимущественно позвоночных животных. Заметна сезонная смена кормов. |
|                                                                             | Песчаный удавчик (Eryx miliaris)                                                           | Встреченные его остатки в гнезде филина в балки реки Солянка на северо-западе Эльтона в мае 2006 года и отмечена эта находка Чернобаем В. Ф. Возможно изредко обитает в южных и восточных районах области от широты Булухты и к югу от оной, но очень редко, так как барханов в этих местах мало, которые они выбирают для обитания, а на склонах балок, на суглинках и заброшенных постройках, хоть он и выбирает для своего обитания, но все же гораздо реже, чем на барханных песках.                                                                                            |

#### Ящерицы(Sauria)
| Семейство Настоящие ящерицы (Lacertidae) |                                                      | |
| Род Зелёные ящерицы (Lacerta)            |                                                      | |
|                                          | Прыткая ящерица (Lacerta agilis)                     | Наиболее распространённый и многочисленный в Волгоградской области вид, встречающийся повсеместно. Поселения ящерицы приурочены к лесным, лесостепным, луговым и степным стациям, вырубкам леса (полезащитным, придорожным и приовражным лесным полосам), зарослям кустарников, насыпям шоссейных и железных дорог. Предпочитает ландшафты со сложным микрорельефом и высокой растительностью, где отмечена максимальная плотность популяции. |
| Род Ящурки (Eremias)                     |                                                      | |
|                                          | Разноцветная ящурка (Eremias arguta)                 | В условиях Волгоградской области для неё характерна высокая плотность популяций на всём ареале. Распространение носит мозаичный характер в связи с особенностями микрорельефа и структуры почв. |
| Семейство Агамовые (Agamidae)            |                                                      | |
| Род Круглоголовки (Phrynocephalus)       |                                                      | |
|                                          | Круглоголовка-вертихвостка (Phrynocephalus guttatus) | В пределах Волгоградской области известна изолированная популяция вида, обитающая на Голубинских песках, являющаяся северной границей распространения вида в Нижнем Поволжье. |
| Семейство Веретеницевые (Anguidae)       |                                                      | |
| Род Веретеницы (Anguis)                  |                                                      | |
|                                          | Ломкая веретеница (Anguis fragilis)                  | Занесена в список объектов мониторинга на территории Волгоградской области. |
|                                          | Такырная круглоголовка (Anguis fragilis)             | Была отмечена в мае 1999 года Чернобаем в верховьях реки Б. Сморогда к востоку от озера Эльтон . |

### Черепахи(Testudines)
В Волгоградской области обитает один вид — Европейская болотная черепаха (Emys orbicularis)
| Подотряд Скрытошейные черепахи (Cryptodira)            |                                                  | |
| Семейство Американские пресноводные черепахи(Emydidae) |                                                  | |
| Род Болотные черепахи (Emys)                           |                                                  | |
|                                                        | Европейская болотная черепаха (Emys orbicularis) | Встречается повсеместно в пойменных озёрах, старицах, небольших речках но немногочисленна. Активны днём и в сумерках, ночью спят на дне водоёма. С октября по апрель проводят в спячке, зарываясь в ил на дне водоёма. В Волго-Ахтубинской пойме регистрировались зимние скопления черепах в несколько десятков и иногда сотен особей. Размножение в условиях региона проходит 2—3 раза в с мая по июль. В кладках на берегу водоёма, на глубине около 10 сантиметров бывает от 5 до 10 белых продолговатых яиц примерно 3 сантиметров длиной. Черепашата вылупляются примерно через три месяца или раньше, при благоприятных условиях. Из гнездовых камер выходят только весной. |